# كأس العالم لكرة السلة للسيدات 1964
كأس العالم لكرة السلة للنساء 1964 (بالإسبانية: Campeonato Mundial de Baloncesto Femenino de 1964)‏ هو موسم من كأس العالم لكرة السلة للنساء، وهو موسم من موسم رياضي. أقيم خلال الفترة 18 أبريل 1984 وحتى 5 مايو 1984، وشارك فيه  13 فريقاً، وفاز فيه منتخب الاتحاد السوفيتي الوطني لكرة السلة للنساء.